# Boisset-Saint-Priest
Boisset-Saint-Priest is een gemeente in het Franse departement Loire (regio Auvergne-Rhône-Alpes). De plaats maakt deel uit van het arrondissement Montbrison. Boisset-Saint-Priest telde op 1 januari 2022 1.284 inwoners.

## Geografie
De oppervlakte van Boisset-Saint-Priest bedroeg op 1 januari 2022 18,28 vierkante kilometer; de bevolkingsdichtheid was toen 70,2 inwoners per km².

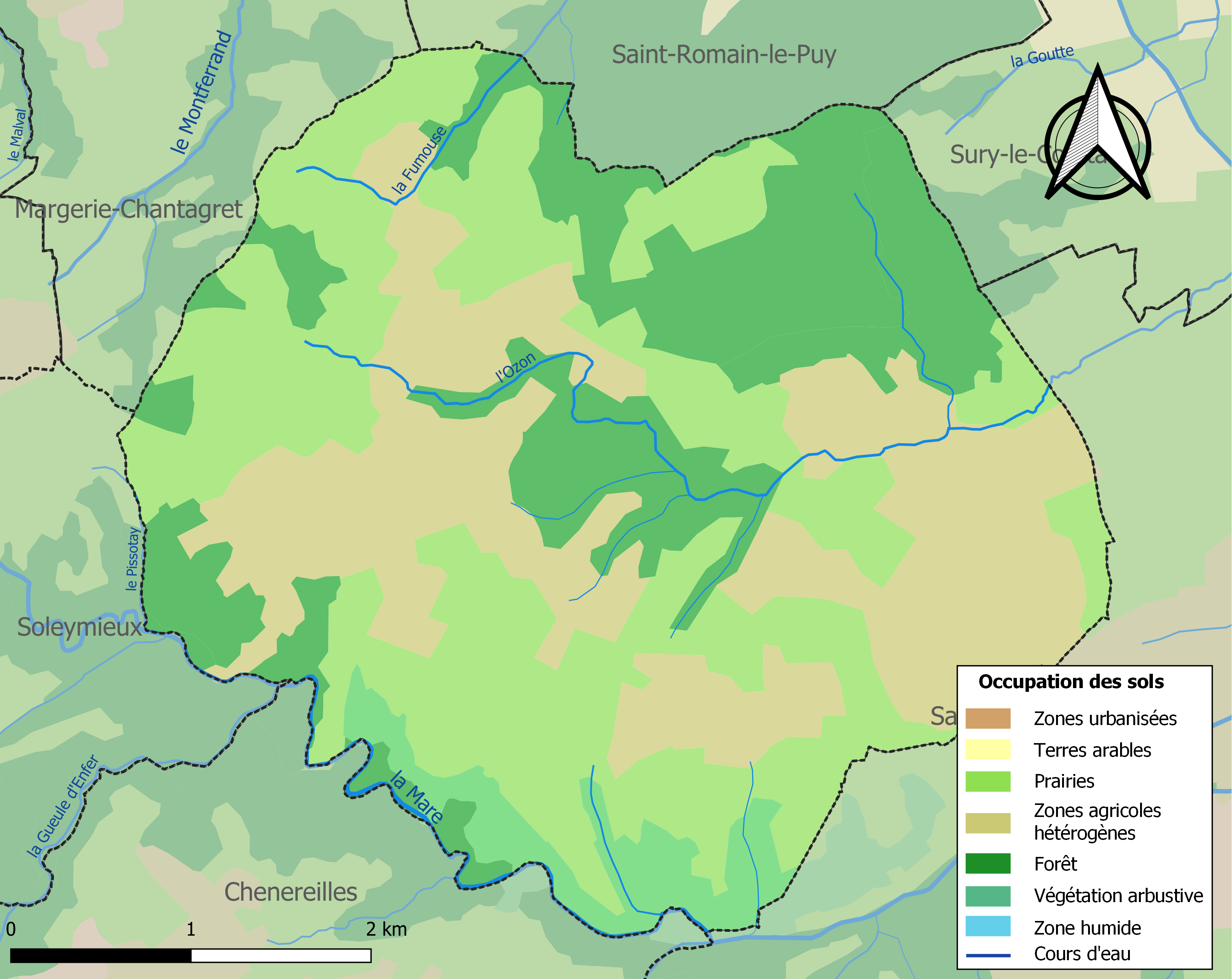
Kaart van de gemeente met de belangrijkste infrastructuur, bodemgebruik en omliggende gemeenten

## Demografie
Onderstaande figuur toont het verloop van het inwonertal (bron: INSEE-tellingen).